# Laura Valente
Laura Valente, pseudonimo di Laura Bortolotti (Milano, 3 settembre 1963), è una cantautrice italiana.

## Biografia

### Gli inizi da solista (1984-1990)
Dopo aver imparato a suonare la chitarra e aver vinto nel 1981, assieme all'amica Silvia Meazza, il Concorso nazionale per cantautrici tenutosi a Castellana Grotte (BA) con il brano Storia di un drogato (dedicato a un ragazzo vittima della droga), inizia ufficialmente la sua carriera come cantante, partecipando a varie incisioni al fianco di altri artisti e proponendosi come corista ad alcune case discografiche dell'hinterland milanese. Tra i primi che si accorgono di lei c'è Gianni Bella, che nell'album G.B. 2 (1984), realizzato con Mogol, la fa duettare nell'intensa Disagio e in Sudafricana, e proprio con quest'ultimo brano la Valente si fa notare dalla critica e dall'ambiente discografico. Nel 1984 firma un contratto discografico con la Fonit Cetra. Pino Mango, che l'aveva conosciuta nel 1983, colpito anch'egli dalla sua duttilità vocale, la sceglie come corista per i suoi brani La massa indistinguibile e Mr. Noi, contenuti nell'album Australia, mentre tra i due artisti si avvia un lungo legame anche affettivo.
L'anno successivo, la Valente incide il suo primo 45 giri, prodotto da Alberto Salerno, contenente i brani Tempo di Blues e Isole nella corrente. Quest'ultimo pezzo in particolare è scelto come anteprima e promozione dell'album in preparazione, e viene presentato in alcune trasmissioni televisive tra cui Cantamare, nella tappa di Cefalù. All'inizio del 1986 pubblica il 33 giri Tempo di Blues, con musiche di Mango, arrangiamenti di Mauro Paoluzzi e testi, oltre che produzione, di Alberto Salerno. L'intero album mette in evidenza l'estensione e le sfumature vocali della Valente. Seppure poco promosso e con scarso successo di vendite, il lavoro riesce a ottenere l'attenzione della critica.
Pochi mesi dopo, partecipa a una raccolta di artisti vari (tra cui Nilla Pizzi, Rosanna Fratello, Marisa Sannia, Gigliola Cinquetti, Caterina Caselli) intitolata Buonanotte angelo mio - Le canzoni della mamma, ancora distribuita dalla Fonit Cetra, dove rivisita Buonanotte angelo mio, di Alberto Rabagliati (1946) e una Ninna nanna tradizionale. Nel 1986 è ancora presente come corista nell'album Odissea di Mango, che affiancherà nell'intero tour. Nel 1987 duetta con Eugenio Finardi nel brano Amica (contenuto nell'album Dolce Italia). Nello stesso anno cambia etichetta passando alla EMI per la quale inciderà, l'anno successivo, il singolo Blu notturno, sempre con musiche di Mango e testi di Armando Mango. Il brano viene presentato al Festival di Saint Vincent estate, riuscendo ad accedere in finale. Agli inizi dello stesso anno aveva registrato i cori per l'album Inseguendo l'aquila di Mango, accompagnato da un importante tour che toccherà i paesi iberici. Ancora con Mango, partecipa alle voci nel brano Ma come è rossa la ciliegia, su Sirtaki (1990).

### L’esperienza con i Matia Bazar (1990-1998)
Con l'inizio degli anni '90 la carriera di Laura Valente ha un'inaspettata svolta, allorché i Matia Bazar, rimasti senza una voce solista dopo l'abbandono (1989) da parte della storica componente Antonella Ruggiero, indirizzano l'attenzione sulla cantante milanese (il cui nome era stato suggerito dal primo tastierista della band, Piero Cassano), la quale appunto nel 1990 entrerà stabilmente nel gruppo. La rinnovata line-up dei Matia farà il suo esordio ufficiale in concerto suonando ad Amsterdam nel giugno 1991, davanti a oltre 20.000 persone. Nello stesso anno esce il primo album del complesso con la Valente, Anime pigre, dove si intravedono mutamenti anche stilistici, verso un sound più graffiante e moderno in genere. Tra i brani spicca la "rockeggiante" Si può ricominciare.
Sempre nel 1991 la band partecipa ad alcune tappe del Cantagiro, dove presenta il singolo Volo anch'io e altri successi, oltre a eseguire un duetto con Vincenzo Spampinato nel brano Antico suono degli dei.
Nel 1992 i Matia Bazar sono in gara, per la sesta volta nella loro storia, al Festival di Sanremo con il brano Piccoli giganti, che si rivela un buon successo e viene incluso come inedito nell'antologia Tutto il mondo dei Matia Bazar. Nell'estate dello stesso anno il complesso partecipa al Festivalbar, dove esegue l'ultimo pezzo sanremese, e nuovamente al Cantagiro, dove propone la hit Ti sento e Piccoli giganti, che nella prima tappa si piazza ex aequo nella sezione Campioni con Il sole di Aleandro Baldi,  per poi arrivare seconda, nella tappa finale di Fiuggi, con 750 punti (venti in meno della citata Il sole).
Fuori dai Matia, nel 1992 la Valente scrive per Faust'O il brano Morbide macchine, incluso nell'album Cambiano le cose. Il 20 ottobre di quell'anno partecipa assieme al compagno di vita Mango alla trasmissione "Partita Doppia", dove interpretano in duetto Pensieri e parole, rendendo omaggio al collega Lucio Battisti.
Il 1º novembre 1992, i Matia Bazar si esibiscono al "Rolling Stone" di Milano, dove eseguono una serie di vecchi successi e brani tratti da Anime pigre. L'anno successivo partecipano al Festival di Sanremo con il brano Dedicato a te, che si rivela un grande successo. Esce l'album Dove le canzoni si avverano, che, oltre al brano sanremese, contiene Svegli nella notte, presentato con successo al Festivalbar e al Canzoniere dell'estate. Nello stesso periodo la band partecipa ad alcune tappe della nuova edizione del Cantagiro.
Sempre nel 1993 esce Innocenti evasioni, un disco tributo a Lucio Battisti, dove i Matia interpretano il brano Con il nastro rosa e compare la già ricordata Pensieri e parole eseguita in duo dalla Valente con il marito. La cantante è poi presente, insieme a Mango e a Luca Carboni, nel brano Bianche raffiche di vita, nell'album di Mario Lavezzi Voci 2. Durante l'autunno, i Matia Bazar prendono parte al Festival Italiano, condotto da Mike Bongiorno, cantando L'amore non finisce mai, che rivela la raggiunta maturità interpretativa della Valente e della band. (Tuttavia, sulla fine del lungo tour estivo del 1993, il chitarrista Carlo Marrale, dopo diciotto anni, si congeda a sua volta dal complesso per dedicarsi alla carriera solista).
Il 22 novembre 1995, dopo una pausa di due anni dovuta alla maternità di Laura Valente, i Matia Bazar festeggiano vent'anni di carriera al "Propaganda" di Milano, e pubblicano Radiomatia, antologia contenente l'inedito La scuola dei serpenti (cover del successo di John Farnham You're the Voice) assieme a vari altri brani riarrangiati. L'album viene presentato durante un lungo concerto tenutosi al "Rolling Stone", con un buon riscontro di pubblico. Nel settembre 1996 il gruppo, con Paolo Gianolio alle chitarre, partecipa alla rassegna "Festival Feedback", a Bellinzona.
Il 9 maggio 1997 esce l'album Benvenuti a Sausalito, dedicato alla cittadina californiana simbolo del periodo hippy; con quest'ultimo lavoro il gruppo torna a sperimentare sonorità ricercate e rock. L'album viene presentato il 2 giugno al "Propaganda" per la trasmissione "105 Night Express", in onda su Italia 1, ma il progetto discografico non viene promosso a causa della grave malattia che colpisce Aldo Stellita. Nel "Sausalito Tour", il complesso si avvale del supporto del chitarrista Carlo De Bei (anche coautore di alcuni brani del disco) e del bassista Nello Giudice, quando Stellita non può essere presente, oltre che di Silvia Valente (ovvero Silvia Bortolotti), sorella di Laura, ai cori. 
Il 9 luglio 1998 muore Aldo Stellita, bassista, autore di tutti i testi, e primo tra i fondatori del complesso. 
La scomparsa del musicista, da molti considerato il vero leader e l'anima dei Matia Bazar, sconvolge inevitabilmente il resto del gruppo: Giancarlo Golzi vuole andare avanti, mentre Laura Valente e Sergio Cossu non se la sentono di continuare, e dunque lasciano la band. In rapporto alla storia dei Matia Bazar, questo tragico momento, e le decisioni che ne conseguono, segna la fine di tutta una "prima era" del gruppo, iniziata nel 1975 e terminata appunto con la scomparsa di Aldo Stellita. 
Da parte sua, la Valente si ritira momentaneamente dalle scene musicali, dedicandosi alla vita privata.

### Il ritorno da solista (1999 - oggi)
Nel 1999 Laura Valente registra i cori di Io nascerò, successo di Loretta Goggi del 1986 scritto da Mango, la cui nuova versione viene inclusa nell'album  della Goggi Visto così. Nel 2000 partecipa alla colonna sonora del film TV Padre Pio (con Sergio Castellitto, regia di Carlo Carlei). Dopo altri quattro anni, la cantante ritorna in studio di registrazione per una sua interpretazione della famosa Wuthering Heights di Kate Bush, nella versione remixata da Mr. Conte (il relativo singolo comprende cinque differenti remix del brano). Nel 2005 interpreta in duetto con il marito il brano Il dicembre degli aranci, incluso in Ti amo così. Inoltre, nella terza serata del 57° Festival di Sanremo (1º marzo 2007), partecipa come ospite del marito nella versione rivisitata del brano in gara Chissà se nevica.
Nel 2009 canta, assieme ad altri 70 artisti, nel doppio album di Claudio Baglioni, Q.P.G.A., nella canzone Io ti prendo come mia sposa. Il 30 maggio 2010, è ospite a Potenza, alla manifestazione dedicata a Elisa Claps, ragazza scomparsa nel 1993, dal titolo Tante Voci per Elisa, dove interpreta Il grande sogno. Nell'estate dello stesso anno è nel cast, sempre assieme a Mango e con Angelo Branduardi, dell'opera sacra Everyman: meditazione fra cielo e terra sulla condizione umana, eseguita sulle guglie del Duomo di Milano, con la regia di Maurizio Fabrizio. Dal 27 al 31 luglio 2010 è ospite all'interno dello spettacolo Traiano. Il giovane imperatore di Roma, con la regia di Alessandro Sena e Michelle Ellis, dove rende un personale omaggio a Giuni Russo con i brani L'attesa, La sua figura e Malinconia.
Il 23 ottobre 2011 esordisce al Casino Nobile di Villa Torlonia con lo spettacolo teatrale Casta Diva, un omaggio a Maria Callas in cui lei stessa cui recita e si cimenta con successo nelle celebri arie della "Divina", con Alessandro Sena e Andre Delaroche. L'allestimento verrà riproposto dal 14 al 17 febbraio 2013 ancora a Roma, presso il Teatro Italia, quindi il 23 febbraio al Teatro Stabile di Potenza, e il 4 agosto al Parco Tarantini di Maratea. 
Il 30 novembre 2012 si esibisce al Fishmarket di Padova in una serata-evento dedicata all'amico Aldo Stellita, intitolata Ritorno a Sausalito, riunendosi con Sergio Cossu, Giorgio Pavan, Carlo De Bei e con la partecipazione del figlio Filippo alla batteria, per riproporre dal vivo l'ultimo lavoro discografico realizzato con i Matia Bazar. Nel 2014, ancora con Sena e Delaroche, è al teatro Ambra di Roma con Pensiero stupendo - Omaggio ai favolosi Anni '70, al quale partecipa anche sua figlia Angelina.
Viene invitata da Carlo Conti al Festival di Sanremo 2016, come membro della Giuria di Qualità.
A maggio dello stesso anno torna in teatro, a fianco di Yasmin Sannino, con la suggestiva pièce Istanbul-Ad ovest della Moschea Blu, testo e regia di Sena.
Più avanti, è attiva come professoressa di canto nel programma televisivo Amici di Maria De Filippi, in onda su Canale 5.

## Vita privata
È stata la compagna del cantautore Mango dal 1983 fino alla morte di quest'ultimo, avvenuta l'8 dicembre 2014 in seguito a un infarto mentre si esibiva al PalaErcole di Policoro (MT), in occasione di un concerto di beneficenza; la coppia si è sposata nel 2004. Per coincidenza, nel momento in cui si era sentito male, Pino Mango stava cantando una delle sue canzoni più celebri, Oro: lo stesso brano che egli stava provando il giorno del primo incontro con la futura moglie in sala di incisione. Dalla loro unione sono nati due figli, entrambi molto attivi a loro volta nel mondo della musica: Filippo (1995), batterista, e Angelina (2001), che ha seguito le orme dei genitori come cantante (da ricordare la vittoria al Festival di Sanremo 2024).

## Discografia

### Da solista

#### Album in studio
- 1985 - Tempo di Blues

#### Singoli
- 1985 - Tempo di Blues/ Isole nella corrente
- 1988 - Blu Notturno / Blu Notturno (versione II)
- 2004 - Wuthering Heights
- 2010 - Yo soy Callas

### Con i Matia Bazar

#### Album in studio
- 1991 - Anime pigre
- 1993 - Dove le canzoni si avverano
- 1995 - Radiomatia
- 1997 - Benvenuti a Sausalito

#### Singoli
- 1991 - Volo anch'io/Si può ricominciare
- 1991 - Fantasmi dell'Opera/Sei come me
- 1992 - Piccoli giganti/C'era una volta
- 1992 - Piccoli giganti (remix)
- 1993 - Dedicato a te
- 1993 - Svegli nella notte
- 1995 - La scuola dei serpenti
- 1997 - Quando non ci sei
- 1997 - Parola magica
- 1997 - Sotto il cielo del destino

#### Raccolte
- 1986 - Buonanotte angelo mio - Le canzoni della mamma
- 1992 - Tutto il mondo dei Matia Bazar
- 1993 - Innocenti Evasioni
- 1995 - Piccoli giganti